# 文悅程
文悅程（Ching Ching Man，藝名：程程，原名：陳詩明Ada，1月18日—），是香港街頭表演者、主持、司儀、女高音、歌手，同時投身音樂教育。

## 簡歷
文悅程於香港出生和長大，自小就很喜歡音樂，畢業於香港中文大學音樂系：主修聲樂；副修琵琶和非洲鼓，還有學習作曲。曾經在美國Bellarmine University留學一年，主修音樂，副修戲劇，選修爵士鋼琴、古典鋼琴、爵士聲樂、古典聲樂和非洲鼓，所有科目都滿分修業。
在美國讀書期間，文悅程曾參與當地的大學選美活動，於路易維爾城和肯塔基州選美比賽勇奪冠軍（Miss Black and Gold Pageant），兩次都憑《茉莉花》一曲當選才藝小姐（Miss Talent）。
文悅程曾經在Opera Hong Kong參與歌劇演出，包括Carmen，DonCarlo，Aida等。她試過和無伴奏合唱組合King's Singer歌手、格萊美獎得獎者Paul Phoenix同台演出。
2019年開始，程程專心鑽研廣東歌流行曲文化，跟張崇德學習唱歌。

### 出道經過
2018年1月6日，文悅程用藝名「小月」於旺角西洋菜街銀行中心的「新天地歌舞團」演出，以一曲《問我》開始街頭演唱事業，為期四個多月。
同年5月20日，文悅程用藝名「程程」正式出道，加入「旺角羅文歌舞團」，憑著《月半小夜曲》得到「旺角羅文」賞識，每逢星期六、日都是在旺角街頭演唱。
文悅程特別鍾意廣東小調，尤其是翻唱《鮮花滿月樓》。她擅長女高音，是第一位將古典音樂和音樂劇帶到街頭的表演者，第一首獻唱的歌曲為音樂劇《Think of Me》，之後獻唱了《Memory》和《I Dreamed a Dream》。
文悅程於旺角舉行表演不久後，香港特區政府宣佈於2018年8月取消旺角西洋菜街行人專用區（簡稱「殺街」），她在殺街前夕擔任「旺角羅文歌舞團」的代言人，曾經接受多個傳媒訪問     ，包括喺商業一台嘅時評節目《在晴朗的一天出發》入面同兩位議員討論「殺街」。其他訪問包括《新聞透視》、香港電台電視台第三台（英文頻道）、BeautyExchange《Be Story》等。同年7月29日，「殺街」前的最後一晚，文悅程擔任「旺角羅文歌舞團」的主持，向西洋菜街的支持者告別。

### 成為獨立表演者
離開旺角西洋菜街之後，文悅程正式成為一名獨立街頭表演者。
2018年9月2日，文悅程首次舉辦自彈自唱的音樂會，改編了不少經典金曲，重新演繹《忘記他》、《再見我的愛人》，特別加入音樂劇元素。同日，「程程知音會」正式成立。
2018年9月26日，文悅程在「程程知音小聚」音樂會中唱了第一首包辦作曲、填詞、編曲的作品，由她的支持者把新歌命名為《生命小夜曲》，歌曲表達她對人生志向的追求，以及對音樂熱愛之情。
2018年9月，文悅程憑一曲《Don’t Cry for Me Argentina》考獲西九文化區的表演資格，10月6號第一次喺西九以歌會友，重新返到街頭演唱。
2018年10月28日，文悅程於銅鑼灣柏斯音樂廳舉行音樂會，邀請到年輕鋼琴家、作詞、作曲家梁柏希（Alvin Leung）伴奏，同時為文悅程度身訂造一首全新歌曲《回眸》。

## 演出

### 電視節目
文悅程聯同友人Anson組成「指腹為fd」，成功在二百數隊參選隊伍之中脫穎而出，參與ViuTV旅遊節目《嚮導玩》的問答遊戲。節目於2018年4月23至24日播出，程程以輕鬆幽默的形象得到觀眾歡心。
文悅程擔任ViuTV節目《2蚊遊》主持，以活潑生動的形象和觀眾見面，拍攝二十集香港本地旅遊節目。節目於2018年9月2日首播，帶各位長者玩盡十八區，介紹各區的名勝景點，同時吃盡各區特色美食。
- 2018年：《嚮導玩》參賽者（第1-2集）
- 2018年 - 2019年：《2蚊遊3》主持（第1-20集）

### 音樂演出
- 2018年11月18日：受香港彈撥樂團邀請到上環文娛中心演出2首民謠。
- 2019年1月6日：程程於佐敦嘉彩漁村宴開四圍，舉行「生日聯歡會」[13]。
- 2019年1月25日：「和諧之聲．唱響紅磡廣場」音樂會[14]。
- 2019年2月8日：「好歌歡聚！28新春喜慶金曲演唱會」[15]。
- 2019年3月24日：首張個人唱片《陪著你走》發佈會[16]。
- 2019年4月28日：2019樂施音樂馬拉松活動上，自彈自唱《遇見》、爵士樂版《對你愛不完》，以及《How far I'll go》。

## 所獲獎項
2019年
- 2019 NMCC International Competition - HK Regional 美國nmcc國際音樂邀請賽 - 香港 ---- 金獎
- 世界表演藝術錦標賽 WCOPA Team Hong Kong, CHINA ---- 銅獎

## 外部連結
- 文悅程的Facebook專頁
- 文悅程的Instagram帳戶
- Youtube | 音樂程程 （页面存档备份，存于）